# Pongo (geografia)
Un pongo (dal Quechua puncu e dall'Aymara ponco, che significa porta) è un tipo di canyon o gola situata lungo i fiumi peruviani, specialmente lungo il Rio Marañon e i suoi affluenti.

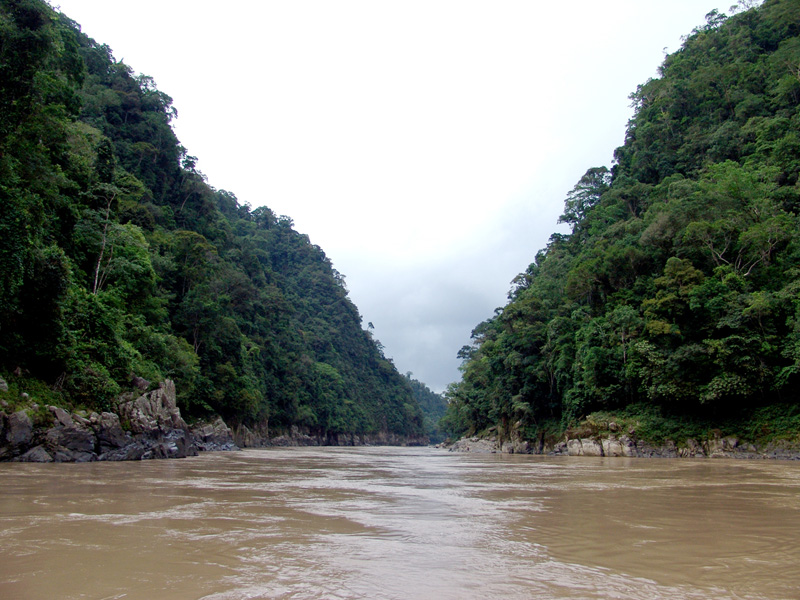
Il Pongo de Manseriche